# Asphalt 8: Airborne
Asphalt 8: Airborne é um jogo eletrônico de corrida, desenvolvido pela Gameloft Barcelona e lançado pela Gameloft como parte da série Asphalt. O título traz corridas online e offline com foco em alta velocidade, manobras e drifts. Foi lançado em 22 de agosto de 2013 para iOS e Android e em 13 de novembro de 2013 para o Windows 8 e o Windows Phone 8.
Com mais de 470 milhões de jogadores, Asphalt 8 é um título de corrida que faz parte da série principal, com foco em ação e manobras com mais de 300 veículos e 75 pistas, sendo considerado um dos maiores títulos lançados para versões mobiles. O jogador tem a opção de jogar tanto online, como offline. Além de ter a seu dispor melhorias que aprimoram o desempenho dos veículos ou até mesmo personalizações com pinturas ou adesivos. As rampas espalhadas pelos mapas do jogo dão a liberdade ao corredor de fazer piruetas ou até mesmo 360°, dando um toque especial as corridas, além de permitir que o jogador nocauteie seus competidores.
O jogo é gratuito para jogar, e adiciona conteúdos (como carros, mapas, eventos, músicas ou corrigem erros) através das atualizações (também chamada de "Updates"), sendo essas atualizações também gratuitas para o jogador. O título também conta com sua versão premium, o Asphalt 8 + sendo que esse é exclusivo para assinantes do Apple Arcade.

## Jogabilidade
A jogabilidade é semelhante à de Asphalt 7: Heat , com o jogador tendo quatro opções de controle: "Inclinar para dirigir" (aceleração automática com movimento controlado pela inclinação do dispositivo), "Inclinação e ícones" (aceleração manual através de uma tela) ícone, com movimento controlado pela inclinação do dispositivo), "Controles na tela" (aceleração automática com movimento controlado por um volante virtual na tela), "Toque para dirigir" (aceleração automática com movimento controlado tocando no botão lado da tela). As versões para Windows apresentam esquemas de controle diferentes, incluindo o WASD tradicional e o esquema de teclado para cima, baixo, esquerda e direita.
O sistema de classificação de cinco estrelas para cada corrida, o uso dos objetivos primários e secundários introduzidos no Asphalt 6: Adrenaline e também usado no Asphalt 7 foram mantidos no Asphalt 8. Três estrelas são premiadas por terminar em primeiro lugar, duas por segundo e uma por terceiro. Atingir objetivos secundários, como realizar um determinado número de acrobacias ou derrubar oponentes, premia o jogador com duas estrelas adicionais. É o mesmo no Moto Blitz e nos Campeonatos, mas você precisa concluir os objetivos principais antes de desbloquear os objetivos secundários. A obtenção de estrelas em um evento é cumulativa - jogadores que terminaram primeiro em um evento sem concluir os objetivos secundários podem repetir a corrida e obter uma classificação de cinco estrelas, mesmo que os objetivos principais não sejam atingidos. A jogabilidade principal é um pouco diferente, no entanto. Como a legenda indica, o foco do Airborne está no salto, com faixas com muito mais rampas do que nos jogos anteriores. Além de executar saltos padrão, o jogador também pode executar rotações planas (entrando em uma rampa) as chamadas piruetas (afastando-se de uma rampa curva). Também é possível executar uma pirueta dirigindo com 1 lado em uma rampa normal. Todos os saltos ganham nitro extra; quanto mais tempo de voo, mais impulso ganha. Destruir obstáculos como barreiras e postes de iluminação, bater em carros de trânsito ou quase bater em carros de trânsito (quase acidentes) também ganha nitros. Outro novo recurso, que substitui o "modo Adrenaline" no asfalto 6 e 7, é a capacidade de executar um "Nitro Perfeito" chamado de "Propulsão 10". Quando o jogador acerta o impulso, uma pequena zona vermelha aparece na barra de impulso. Se o jogador acertar o impulso novamente quando o medidor de impulso estiver na zona vermelha, o carro acelera ainda mais rápido, com o impulso durando até o jogador ficar sem impulso, freia, trava ou bate em uma rampa.
Na versão inicial do jogo, o modo carreira consistia em 180 eventos divididos em oito "temporadas", que se tornam progressivamente mais difíceis. Nas versões posteriores, desafios e temporadas adicionais foram adicionados. Em março de 2020, o Asphalt desenvolveu um total de nove temporadas, excluindo a "McLaren Legends Season". Quando o jogo começa, apenas a primeira temporada está disponível. Épocas posteriores devem ser desbloqueadas ganhando um certo número de estrelas ou comprando um "Desbloqueio de temporada" na loja de aplicativos. Você não pode desbloquear uma temporada através de uma compra no aplicativo, a menos que tenha jogado e conquistado a quantidade necessária de estrelas para desbloquear a temporada anterior ou comprado a temporada anterior.
O Asphalt 8 é o primeiro jogo da série Asphalt a usar o Game Center para conquistas, em vez do Gameloft Live. A atualização de abril de 2015 adicionou suporte ao Apple Watch e o tornou compatível apenas nos modelos iPhone 5 ou posterior, usando o iOS 8.2 ou posterior, por meio do Bluetooth ou Wi-Fi . A atualização de outubro de 2015 adicionou suporte à Apple TV. O modo multiplayer online pode ser jogado localmente via Wi-Fi e globalmente via internet . Há também o modo multijogador online "World Series", embora esse modo não esteja disponível no iPod touch 4ª geração e no iPhone 4.

## Recepção
Asphalt 8 foi aclamado pela crítica e público sendo considerado até então o melhor da franquia. No Metacritic tem uma aprovação de 91/100 baseado em 18 comentários onde 17 são positivos.
Eric Ford, da TouchArcade, deu ao jogo uma pontuação perfeita, 5 em 5, chamando-o de "pináculo" da série Asphalt. Ele ficou particularmente impressionado com a nova jogabilidade focada no salto e com os gráficos, argumentando que "O mecanismo gráfico faz um ótimo trabalho em transmitir essa sensação de velocidade que é essencial para um jogo que se desenvolve com uma jogabilidade rápida". Sua única crítica foi o que ele considerou uma disparidade entre o preço de alguns carros e o dinheiro da recompensa dada à peça: "Ao chegar a carros realmente caros, você notará que não ganha tanto dinheiro proporcionalmente para pagar o que deseja". No entanto, ele viu isso como uma "reclamação menor" e concluiu dizendo "A plataforma iOS silenciosamente se tornou um paraíso para grandes corredores, parece estar liderando o grupo no momento."
Steve Watts, da IGN , ficou menos impressionado, marcando o jogo em 7.8 de 10. Embora ele tenha elogiado os gráficos e a jogabilidade, ele criticou o sistema de compras no aplicativo: "Quando cheguei ao ponto médio, a miscelânea de requisitos de carros parecia um labirinto impraticável. Eu constantemente precisava de mais estrelas, mas a essa altura a progressão exigia que eu gastasse uma quantia grande de dinheiro em um carro que só poderia ser útil para um evento. Eu compraria de má vontade, ganharia as cinco estrelas disponíveis nesse evento e depois procuraria outra que pudesse me levar lentamente para a próxima temporada. É claro que o Asphalt está mais do que feliz em lembrá-lo de que você pode simplesmente compre alguns carros ou moeda do jogo para acelerar o processo". Ele concluiu que " Asphalt 8: Airborne é um piloto altamente polido, com um monte de conteúdo, mas seu ritmo é mais lento devido a bloqueios agressivos que pressionam demais as compras no aplicativo. Os requisitos da temporada posterior são muito intrusivos e a moagem começa a se desgastar depois de um tempo."

## Veículos
Asphalt 8 possui 306 veículos (291 carros e 15 motocicletas), divididos em 5 classes: D, C, B, A e S, sendo a "classe D" mais baixa e a "classe S" mais alta. Os veículos podem ser obtidos através das moedas do jogo (Créditos para carros "básicos", Pontos de Fusão para carros de luxo e Fichas para carros premium) ou eventos (como por exemplos os "Passes de Temporada" ou os "Festivais")
O Asphalt 8 foi lançado originalmente com 47 carros e mais estão sendo adicionados nas atualizações ou em eventos (como por exemplo, eventos de Halloween ou Natal).
Os veículos podem mudar de classe em atualizações ou serem removidos, tornando-se itens exclusivos para quem já adquiriu o mesmo antes dele ser removido.

## Modos de Jogo
Carreira
A carreira é o principal modo de jogo, sendo que a mesma pode ser jogada offline. Ela se divide em Temporadas que incluem corridas que têm cinco estrelas, três para posição do jogador e os outros dois reservados para estrelas bônus. As corridas da corrida trazem desafios diferente, sendo eles as corridas clássicas, duelo, eliminação, nocaute, infecção e derrapagem no portão, além dos eventos metal que trazem um modo de corrida contra 24 jogadores. As Temporadas são dividas da seguinte maneira:
- Temporada 1: Bem-Vindo

- Temporada 2: Mais que Corridas

- Temporada 3: Street Rules

- Temporada 4: Elite

- Temporada 5: Injection

- Temporada 6: Adrenaline

- Temporada 7: Heat

- Temporada 8: Airborne

- Temporada 9: Beyond

Eventos "Metal" e Temporada "McLaren Legends".
Detalhe que as o título das Temporadas 3 a 8 fazem referência aos títulos da série Asphalt.
Moto Blitz
Moto Blitz é um modo de jogo introduzido na atualização de motocicletas (Motorcycles Update). Esse modo de jogo é desbloqueado ao completar 180 estrelas do modo carreira.
Consiste em Temporadas , que incluem corridas com cinco capacetes, três para quem termina no pódio e os outros dois reservados para capacetes bônus . No entanto, diferentemente do modo de carreira, nem todas as missões são desbloqueadas quando você desbloqueia essa temporada em particular. É preciso ganhar capacetes na temporada para desbloquear gradualmente todas as missões. Com modos semelhantes a carreira, o Moto Blitz traz modos como Clássico, Duelo, Eliminação, Contra o tempo e Final.
Todos os capacetes de bônus em cada corrida exigem pontuar todos os 3 capacetes de acabamento do pódio para desbloquear. Não há capacetes bônus na corrida final de cada temporada. Uma vez que o jogador vence o rival, todos os 5 capacetes são recompensados.
Multiplayer
Existem quatro maneiras de jogar uma partida multijogador:
- A corrida local do Wi-Fi
- Eventos on-line por tempo limitado
- Série Mundial (Que se divide em Temporada Clássica e Temporada de Mestre)
- Combate

Festival e Passes de Temporada
Os Festivais e Passes de Temporada são eventos dentro do jogo que permitem que o jogador consiga recompensas ao terminar determinados objetivos. Ambos possuem suas próprias missões e suas versões pagas (chamadas de "Premium").

## Locais
- Nevada
- Tóquio
- Guiana Francesa
- Islândia
- Londres
- Barcelona
- Alpes
- Veneza
- Tenerife
- Grande Muralha da China
- Área 51
- Setor 8
- Rio de Janeiro
- Dubai
- Cais de San Diego
- Côte D'Azur(Riviera Francesa)
- Munique
- Transilvânia
- Looping Orbital

## Asphalt 8+
Asphalt 8+ é uma versão premium do jogo que só está disponível com uma assinatura do Apple Arcade. O jogo é baseado em uma versão mais antiga do jogo, apresentando o layout de garagem mais antigo, faltando certos carros e incluindo modos de jogos não presentes no título principal. A maior mudança dentro do jogo, no entanto, é a falta de microtransações no jogo. Os jogadores também podem desbloquear e atualizar completamente todos os veículos do jogo simplesmente jogando, algo que não é possível no jogo normal.